# 思惑
| ウィキペディアには「思惑」という見出しの百科事典記事はありません（タイトルに「思惑」を含むページの一覧/「思惑」で始まるページの一覧）。 代わりにウィクショナリーのページ「思惑」が役に立つかもしれません。 |